# Saint-Pierre-la-Noue
Saint-Pierre-la-Noue ist eine französische Gemeinde mit 1.593 Einwohnern (Stand: 1. Januar 2022) im Département Charente-Maritime in der Region Nouvelle-Aquitaine. Sie gehört zum Arrondissement Rochefort und zum Kantonen Surgères.
Sie entstand als Commune nouvelle mit Wirkung vom 1. März 2018 durch die Zusammenlegung der bisherigen Gemeinden Saint-Germain-de-Marencennes und Péré, die in der neuen Gemeinde den Status einer Commune déléguée haben. Der Verwaltungssitz befindet sich im Ort Saint-Germain-de-Marencennes.

## Gliederung
| Ortsteil                                       | ehemaliger INSEE-Code | Fläche (km²) | Einwohnerzahl am 1. Januar 2022 |
| ---------------------------------------------- | --------------------- | ------------ | ------------------------------- |
| Saint-Germain-de-Marencennes (Verwaltungssitz) | 17340                 | 16,47        | 1.146                           |
| Péré                                           | 17272                 | 08,44        | .0352                           |

## Geographie
Saint-Pierre-la-Noue liegt etwa 28 Kilometer nordöstlich von Rochefort an den Flüssen Devise und Gères. Umgeben wird Saint-Pierre-la-Noue von den Nachbargemeinden Charente im Norden und Nordwesten, Surgères im Norden und Nordosten, La Devise im Osten, Genouillé im Südosten, Muron im Süden und Südwesten sowie Landrais im Westen und Südwesten.

## Sehenswürdigkeiten
Siehe auch: Liste der Monuments historiques in Saint-Pierre-la-Noue
- Kirche Saint-Martin in Péré
- Kirche Saint-Germain in Saint-Germain-de-Marencennes, 1861 erbaut
- Mühle Sirat

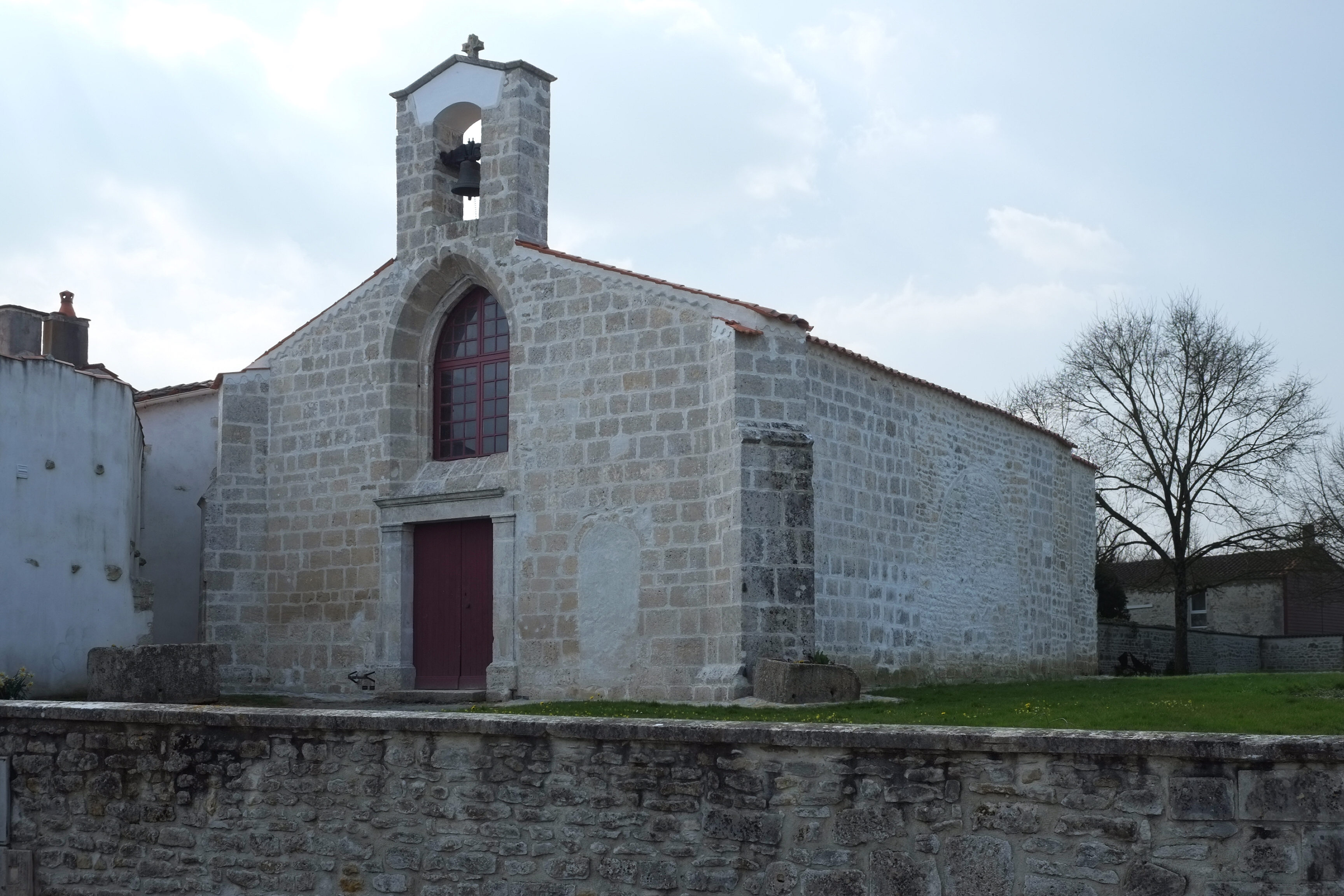
Kirche Saint-Martin
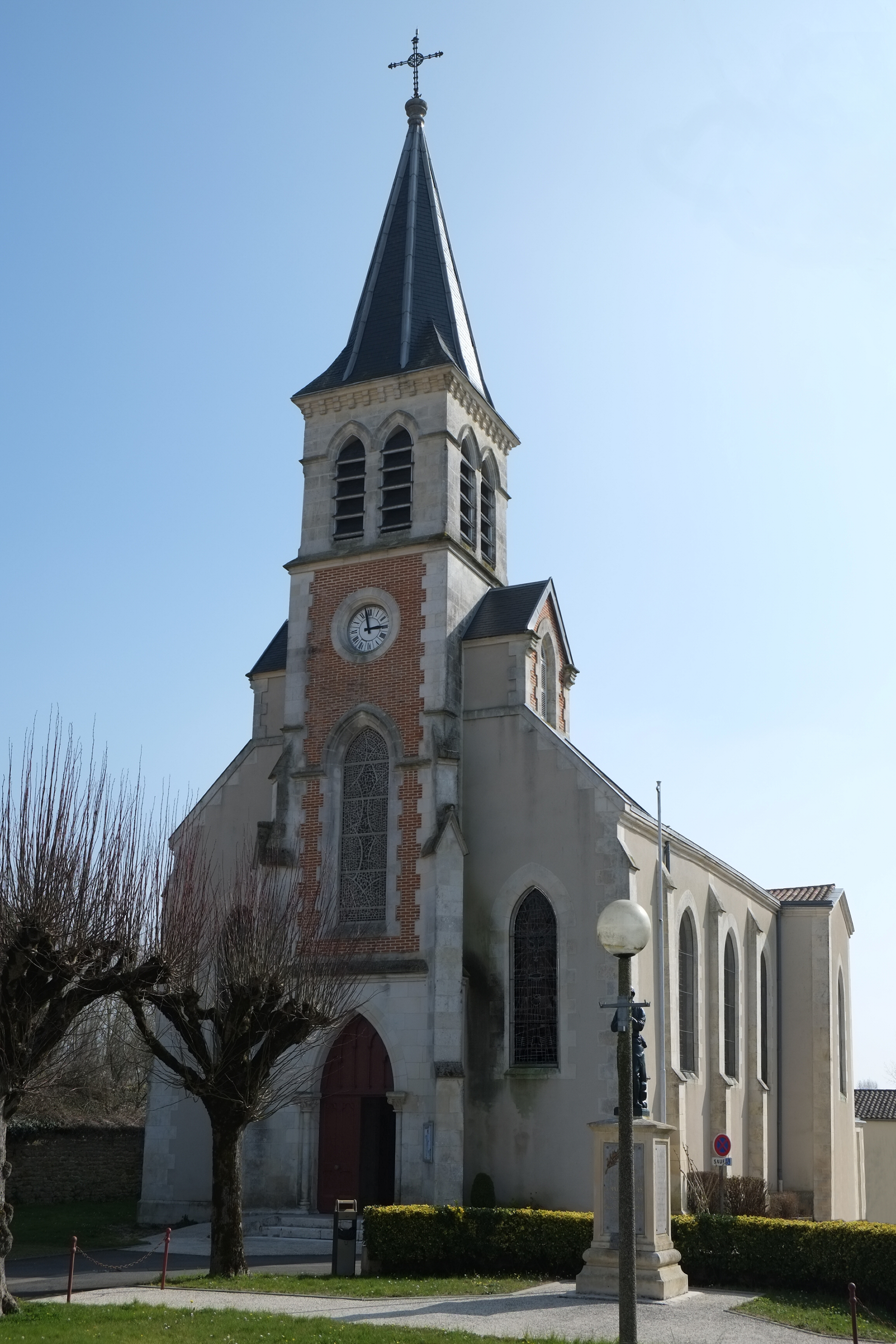
Kirche Saint-Germain

## Persönlichkeiten
- Raimund Peraudi (1435–1505), Kardinal und Bischof von Gurk und Saintes